# Luis Horna
Luis Horna Biscari (Lima; 14 de septiembre de 1980) es un extenista peruano, profesional desde el año 1998, que alcanzó su mejor posición en el escalafón mundial en agosto de 2004, al ubicarse en el puesto 33. Alcanzó su mejor puesto en dobles en junio de 2008, al ubicarse en el puesto 20 del ranking mundial. En mayo de 2008, las ganancias de Horna en el circuito ascendían a US$ 2,454,558. Su récord en individuales es de 137 ganados y 137 perdidos; mientras que en dobles es de 69 ganados y 59 perdidos.
En 2008 fue condecorado por el Congreso de la República, así como los Laureles deportivos.

## Carrera deportiva
En febrero de 2006, logra su primer título ATP en individuales, en el Abierto Mexicano, al derrotar en una emocionante final al argentino Juan Ignacio Chela, por parciales de 7-6 y 6-4, mientras que el 4 de febrero de 2007, consigue adjudicarse el título del Abierto de Viña del Mar, al vencer por 7-5 y 6-3, al chileno Nicolás Massú.
En junio de 2008, gana la final de dobles Roland Garros, haciendo pareja con el uruguayo Pablo Cuevas, dejando en el camino a los primeros cabeza de series Mike Bryan y Bob Bryan de los Estados Unidos en los cuartos de final, tras vencerlos por 6-3, 5-7 y 7-6 (1), siendo considerada la pareja revelación del torneo. En la final de dicho torneo vencieron a la pareja formada por el canadiense Daniel Nestor y el serbio Nenad Zimonjić por 6-2 y 6-3 en 56 minutos, lo cual significaría un ascenso de 23 casillas en el escalafón para el peruano para alcanzar su mejor clasificación en el mismo. En esta misma rama ganó los Torneos de Nueva Zelanda haciendo pareja con Juan Mónaco en enero (venciendo a Xavier Malisse y Jürgen Melzer por 6-4, 3-6 y 10-7) y el de Buenos Aires junto a Agustín Calleri en el que vencieron a Werner Eschauer y Peter Luczak por 6-0 6-7(8) 10-2
Horna se retiró del profesionalismo el 19 de noviembre de 2009, luego de perder en el Challenger Lima ante el Chileno Jorge Aguilar (261.º) por 3-6 6-2 y 6-4.
Luego de esto, Luis Horna forma una asociación con el excapitán de Copa Davis Américo "Tupi" Venero, y crean la academia de tenis Horna-Venero en donde buscaran formar a los nuevos campeones del tenis peruano.
Horna, conocido en el argot tenístico peruano como "Lucho", es considerado como uno de los mejores tenistas peruanos de todos los tiempos. Como sus máximos logros quedan la victoria sobre el suizo Roger Federer en el Roland Garros (Francia), además de haber defendido la camiseta nacional peruana en Copa Davis en varias oportunidades y haber llevado al Perú al selecto Grupo Mundial con el equipo conformado por Iván "El Chino" Miranda, Matias Silva y Mauricio Echazu en el 2008.
En 2021, en ocasión del inicio de cobertura del Abierto de Australia por parte de la señal deportiva ESPN, Horna se incorporó al equipo de especialistas encargados de analizar los diferentes encuentros de la competencia. En 2022 renueva su presencia en el canal propiedad de Disney.

## Copa Davis
Horna -junto a Iván Miranda, Mauricio Echazú y Matías Silva- permitió que Perú lograse el 23 de septiembre del 2007, por primera vez en su historia, la clasificación al selecto Grupo Mundial de la Copa Davis tras derrotar al bielorruso Max Mirnyi con parciales 6-4, 7-5, 4-6 y 7-6 (7-4).
El equipo peruano enfrentó en Lima en la primera ronda de la Copa Davis 2008 a la poderosa selección de España, pero no se pudo avanzar (se perdieron los primeros dos singles, Matías Silva vs Nicolás Almagro e Iván Miranda vs Tommy Robredo, y el dobles, Luis Horna-Iván Miranda vs Fernando Verdasco-Feliciano López). En cuanto a lo personal, Horna disputó 15 series de Copa Davis con la selección de Perú, alcanzando 28 triunfos en singles, igualando a Jaime Yzaga en cuanto a triunfos individuales.
En 2022 asume como capitán del equipo peruano para esa copa.

## Títulos de Grand Slam

### Campeón Dobles (1)
| Año  | Torneo        | Pareja       | Oponentes en la final        | Resultado |
| 2008 | Roland Garros | Pablo Cuevas | Daniel Nestor Nenad Zimonjić | 6-2, 6-3  |

## Títulos (8; 2+6)

### Individuales (2)
| Leyenda                |
| Grand Slam (0)         |
| Tennis Masters Cup (0) |
| ATP Masters Series (0) |
| ATP Tour (2)           |

| N.º | Fecha                 | Torneo       | Superficie    | Oponente en la final | Resultado  |
| --- | --------------------- | ------------ | ------------- | -------------------- | ---------- |
| 1.  | 27 de febrero de 2006 | Acapulco     | Tierra batida | Juan Ignacio Chela   | 7-6(5) 6-4 |
| 2.  | 4 de febrero de 2007  | Viña del Mar | Tierra batida | Nicolás Massú        | 7-5 6-3    |

### Finalista en individuales (1)
- 2004: Long Island (pierde ante Lleyton Hewitt)

### Dobles (6)
| Leyenda                |
| Grand Slam (1)         |
| Tennis Masters Cup (0) |
| ATP Masters Series (0) |
| ATP Tour (5)           |

| N.º | Fecha                    | Torneo        | Superficie    | Pareja          | Oponentes en la final                | Resultado       |
| --- | ------------------------ | ------------- | ------------- | --------------- | ------------------------------------ | --------------- |
| 1.  | 18 de julio de 2005      | Amersfoort    | Tierra batida | Martín García   | Fernando González Nicolás Massú      | 6-4 6-4         |
| 2.  | 25 de septiembre de 2006 | Palermo       | Tierra batida | Martín García   | Mariusz Fyrstenberg Marcin Matkowski | 7-6(1) 7-6(2)   |
| 3.  | 29 de julio de 2007      | Kitzbühel     | Tierra batida | Potito Starace  | Tomas Behrend Christopher Kas        | 7-6(4) 7-6(5)   |
| 4.  | 12 de enero de 2008      | Auckland      | Dura          | Juan Mónaco     | Xavier Malisse Jürgen Melzer         | 6-4 3-6 10-7    |
| 5.  | 24 de febrero de 2008    | Buenos Aires  | Tierra batida | Agustín Calleri | Werner Eschauer Peter Luczak         | 6-0 6-7(8) 10-2 |
| 6.  | 7 de junio de 2008       | Roland Garros | Tierra batida | Pablo Cuevas    | Daniel Nestor Nenad Zimonjić         | 6-2 6-3         |

### Finalista en dobles (5)
- 2004: Amersfoort (junto a José Acasuso pierden ante Jaroslav Levinsky y David Škoch)
- 2005: Casablanca (junto a Martín García pierden ante Frantisek Cermak y Leoš Friedl)
- 2005: Houston (junto a Martín García pierden ante Mark Knowles y Daniel Nestor)
- 2006: Bucarest (junto a Martín García pierden ante Mariusz Fyrstenberg y Marcin Matkowski)
- 2008: Acapulco (junto a Agustín Calleri pierden ante Oliver Marach y Michal Mertinak)

## Clasificación en torneos del Grand Slam (Individuales)
| Torneo               | 2002 | 2003 | 2004 | 2005 | 2006 | 2007 | 2008 | Títulos |
| -------------------- | ---- | ---- | ---- | ---- | ---- | ---- | ---- | ------- |
| Abierto de Australia | -    | 1R   | 1R   | 1R   | 3R   | 1R   | 1R   | 0       |
| Roland Garros        | -    | 2R   | 2R   | 3R   | 1R   | 1R   | 2R   | 0       |
| Wimbledon            | -    | 1R   | 1R   | 1R   | 1R   | 1R   | 1R   | 0       |
| US Open              | 1R   | 1R   | 1R   | 1R   | 2R   | 2R   | 1R   | 0       |
| Tennis Masters Cup   | -    | -    | -    | -    | -    | -    |      | 0       |

## Títulos enChallengers

### Individuales (6)
| N.º | Fecha                    | Torneo   | Superficie    | Oponente en la final     | Resultado    |
| --- | ------------------------ | -------- | ------------- | ------------------------ | ------------ |
| 1.  | 13 de mayo de 2002       | Zagreb   | Tierra batida | Dominik Hrbaty           | 6-2 6-1      |
| 2.  | 3 de junio de 2002       | Fürth    | Tierra batida | Jürgen Melzer            | 6-4 6-2      |
| 3.  | 10 de junio de 2002      | Weiden   | Tierra batida | Zeljko Krajan            | 6-0 6-4      |
| 4.  | 29 de septiembre de 2003 | Sevilla  | Tierra batida | Guillermo García López   | 6-0 4-6 6-3  |
| 5.  | 19 de abril de 2004      | Bermudas | Tierra batida | Martín Vassallo Argüello | 6-4 4-6 6-4  |
| 6.  | 6 de julio de 2008       | Lugano   | Tierra batida | Nicolas Devilder         | 7-6(7-1) 6-1 |

### Finalista en individuales (5)
- 1999: Aschaffenburg CH (pierde ante Rene Nicklisch)
- 2000: Salinas CH (pierde ante Davide Sanguinetti)
- 2000: Aschaffenburg CH (pierde ante Nicolas Coutelot)
- 2001: Curitiba CH (pierde ante Flávio Saretta)
- 2002: Sao Paulo CH (pierde ante Franco Squillari)

## Controversias
En 2024, la Agencia para la Integridad del Tenis impuso sanciones contra Luis Horna por infringir las regulaciones de promoción de casas de apuestas mientras ejercía su cargo como director del Challenger de Lima. Como consecuencia, se le suspendió su participación deportiva durante un período de seis meses.